# Balerin

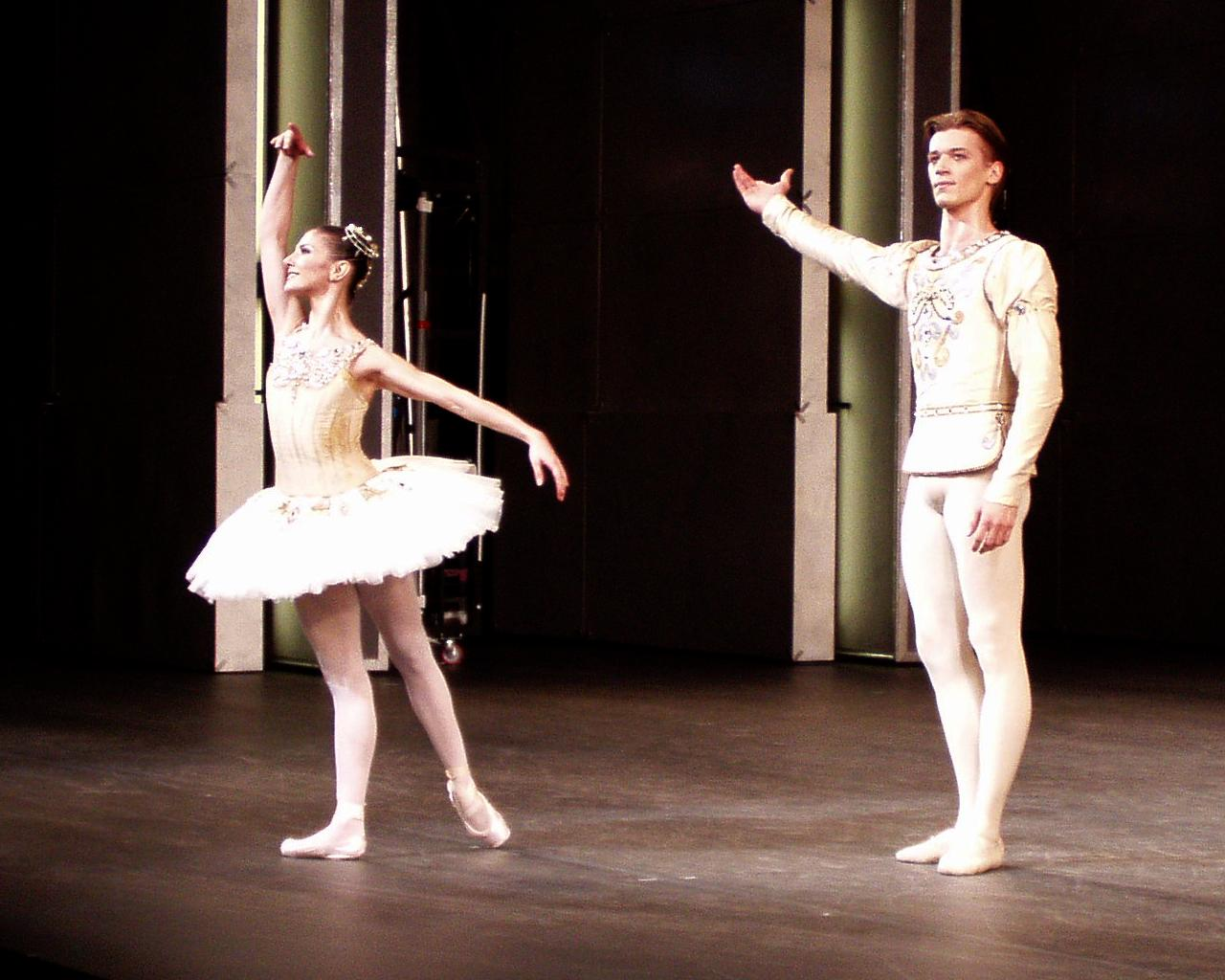
Alina Cojocaru și Rupert Pennefather

Un balerin (feminin: balerină, din franceză ballerin, italiană ballerino), este un dansator care practică baletul, un dans artistic figurativ executat după o compoziție muzicală.
- Ansamblu, trupă de balerini și balerine (din fr. ballet, it. balletto).